# Itame subdiversa
Itame subdiversa là một loài bướm đêm trong họ Geometridae.